# 韓国音楽コンテンツ産業協会
韓国音楽コンテンツ協会(かんこくおんがくコンテンツきょうかい、朝鮮語: 한국음악콘텐츠협회、Korea Music Content Association、KMCA)は、アルバム・音楽映像などの制作業者と配給業者の知的財産権と権益保護と、音楽コンテンツ流通構造の合理化で、韓国音楽コンテンツ産業の振興に寄与する目的で、2008年12月9日に設立された大韓民国文化体育観光部に登録された社団法人である。
2016年12月29日、法人の名称を「韓国音楽コンテンツ産業協会(한국음악콘텐츠산업협회)」から「韓国音楽コンテンツ協会(한국음악콘텐츠협회)」に変更した。

## 主な事業
- 違法の音楽サービス取り締まりを通じた、音楽コンテンツ制作者の知的財産権保護
- 音楽コンテンツの保護のための国民の認識改善事業
- 音楽コンテンツ流通構造の合理化事業
- 韓国公認音楽チャート(CIRCLEチャート)と関連授賞式事業
- アジアソングフェスティバル事業